# Saint-Germain-les-Vergnes
Saint-Germain-les-Vergnes är en kommun i departementet Corrèze i regionen Nouvelle-Aquitaine i de centrala delarna av Frankrike. Kommunen ligger  i kantonen Tulle-Campagne-Nord som tillhör arrondissementet Tulle. År 2022 hade Saint-Germain-les-Vergnes 1 149 invånare.

## Befolkningsutveckling
Antalet invånare i kommunen Saint-Germain-les-Vergnes
Referens:INSEE